# ジョーダン・キャロライン
ジョーダン・キャロライン（Jordan Caroline, 1996年1月15日 - ）は、アメリカ合衆国のプロバスケットボール選手。イリノイ州シャンペーン出身。ポジションはスモールフォワード及びパワーフォワード。

## 来歴
2019年にGリーグのサウスベイ・レイカーズでプロキャリアをスタートさせる。
2021-2022シーズンはドロミティ・エネルギア・トレントでプレーし、LBAでは23試合に出場し、1試合平均26.3分の出場で、11.0得点、5.7リバウンド、1.3スティール、ユーロカップでは14試合に出場し、1試合平均28.1分の出場で、14.2得点、3.5リバウンド、1.0アシスト、フィールドゴール成功率54.5パーセントという成績を残した。キャロライン出場時のチームの勝敗は、LBAで8勝15敗、ユーロカップでは0勝14敗であった。
2022-2023シーズンはメルボルン・ユナイテッド、バスケット・マンレサ、バロンセスト・フエンラブラダの3チームでプレーし、メルボルンでは6試合に出場し、1試合平均21.7分の出場で、5.5得点、6.3リバウンド、マンレサではリーガACBで2試合に出場し、1試合平均17.5分の出場で、8.0得点、6.5リバウンド、1.0アシスト、BCLで2試合に出場し、1試合平均20.0分の出場で、10.0得点、3.5リバウンド、1.0アシスト、フィールドゴール成功率54.5パーセント、フエンラブラダではリーガACBで6試合に出場し、1試合平均24.3分の出場で、8.7得点、5.7リバウンドという成績を残した。マンレサとフエンラブラダで出場した試合は全てチームが敗れている。
2023年から2024年まではB.LEAGUEの神戸ストークスに所属していた。
2025年1月9日、LBAに所属するウニヴェルソ・トレヴィーゾ・バスケットへの加入が発表された。LBAでは13試合に出場し、1試合平均22.9分の出場で、9.5得点、5.5リバウンド、1.2アシスト、フィールドゴール成功率40.6パーセント、スリーポイント成功率37.1パーセント、フリースロー成功率65.1パーセントという成績を残した。
2025年6月28日、LNBプロAに所属するサン・カンタンBBへの加入が発表された。

## 人物

### 選手としての特徴
所属する神戸ストークスは「攻守両面で強いフィジカルとボディバランスを発揮し、1対1での強さを誇るキャロライン選手。広いスペースがあれば持ち前のスピードで瞬く間に相手陣内に進入し、狭いスペースでリングに背を向けた状態であっても得点を決めきるフィニッシュ能力の高さで、ストークスに勝利をもたらすキャロライン選手の活躍にご期待ください！」と評価している。